# Raging Wolf Bobs
Raging Wolf Bobs im Geauga Lake & Wildwater Kingdom (Aurora, Ohio, USA) war eine Holzachterbahn des Herstellers Dinn Corporation, die am 28. Mai 1988 eröffnet wurde. Ende 2007 wurde der Park und somit auch Raging Wolf Bobs geschlossen. Sie wurde nach dem Vorbild der Bobs in Riverview Park (Chicago) gebaut. Nach der Schließung wurde die Bahn bei einer Auktion für 2500 US-Dollar an Apex Western Machinery Movers versteigert, der die Bahn für einen ungenannten Kunden transportieren wird.
Die für 2 Mio. US-Dollar gebaute Bahn erreichte eine Höhe von 24 m und besaß ein maximales Gefälle von 50°. Die Höchstgeschwindigkeit betrug 80 km/h.

## Züge
Raging Wolf Bobs besaß zwei Züge des Herstellers Gerstlauer Amusement Rides mit jeweils sechs Wagen. In jedem Wagen konnten vier Personen (zwei Reihen à zwei Personen) Platz nehmen. Die Fahrgäste mussten mindestens 1,22 m groß sein, um mitfahren zu dürfen. Als Rückhaltesystem kamen individuell einrastende Schoßbügel zum Einsatz. Ursprünglich wurde die Bahn mit Zügen des Herstellers Philadelphia Toboggan Coasters ausgestattet. Zur 2003er Saison wurde dann ein Zug durch einen Zug der Achterbahn Villain ausgetauscht. 2005 kam dann noch ein Zug von The Legend (Holiday World) dazu.